# Martí Sabrià i Deulofeu
Martí Sabrià i Deulofeu, (Palafrugell 1955), és un dels principals impulsors d'activitats turístiques i culturals a l'Empordà. Fou director del Grup Costa Brava Centre entre 1979 i el 2020. Des de l'Associació d'hostaleria de la comarca, va dissenyar, impulsar i dirigir diferents entitats empreses i organitzacions vinculades a l'activitat turística: La Unió d'Empresaris de Costa Brava centre, Costa Brava Centre Cooperativa, Costa Brava Hotels, Petits Grans Hotels de Catalunya, Costa Brava Hotels de Luxe i la Cuina de l'Empordanet.